# Friedhelm Zilly

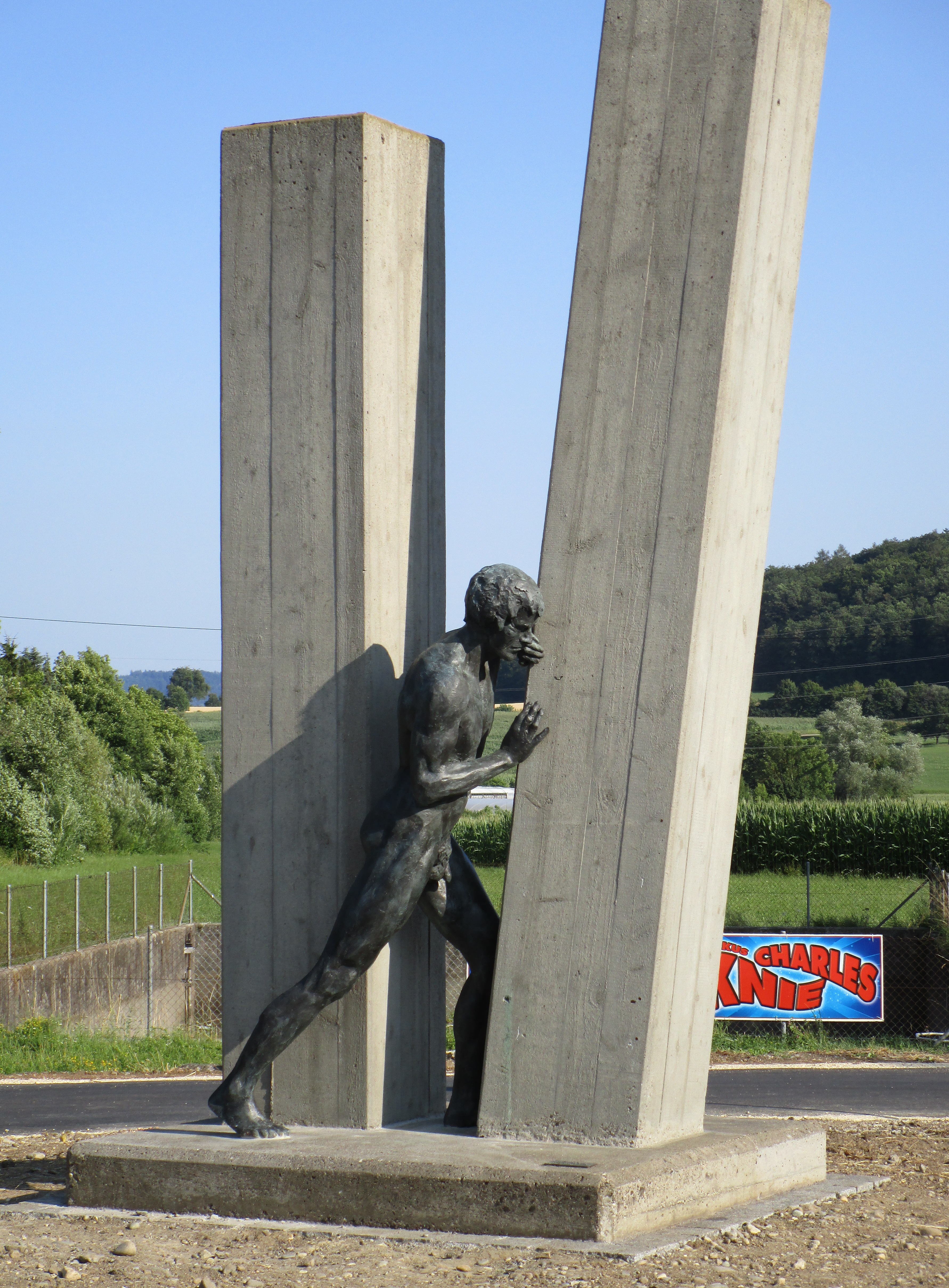
Widerstreit, Dietlishofer Straße, Hilzingen

Friedhelm Zilly (* 1944 in Wöschbach bei Karlsruhe) ist ein deutscher Ingenieur und Bildhauer, dessen Skulpturen und Brunnen im öffentlichen Raum aufgestellt sind. Seine gegenständlichen Figuren stehen in Orten des Bodenseeraums, Süddeutschlands, aber auch in Irland, Österreich und Frankreich.

## Leben

### Ausbildung und Beruf
Friedhelm Zilly machte seine Ausbildung zum Vermessungstechniker und an der FH Karlsruhe zum Diplom-Ingenieur (FH). Danach war er 1965–2007 als Vermessungsingenieur in Orléans, Karlsruhe und Radolfzell tätig. In den Jahren 1994–2002 studierte er an der Fernuniversität Hagen Philosophie und Literaturwissenschaft.

### Künstlerische Tätigkeit
Im Jahr 1980 errichtete er sein Bildhaueratelier in Moos-Bankholzen. Seit 1982 gestaltete er über dreißig Skulpturen, darunter Fastnachtsbrunnen, für den öffentlichen Raum, die an exponierter Stelle an Begebenheiten, Volksbräuche und berühmte Persönlichkeiten erinnern. Er orientiert sich am Naturvorbild bzw. am lebenden Modell. Er reduziert auf das Wesentliche und arbeitet Charakter und Haltung heraus.

## Werke im Öffentlichen Raum (Auswahl)
- 1990: Galway, (Irland): Balanceur
- 1991: Gengenbach: Narrenbrunnen
- 1992: Moos am Bodensee und in der Partnerstadt Le Bourget-du-Lac, (Frankreich): Jeune Fille
- 2013: Moos-Iznang: Büste von Franz Anton Mesmer
- 2013: Villach (Österreich): Braumeister

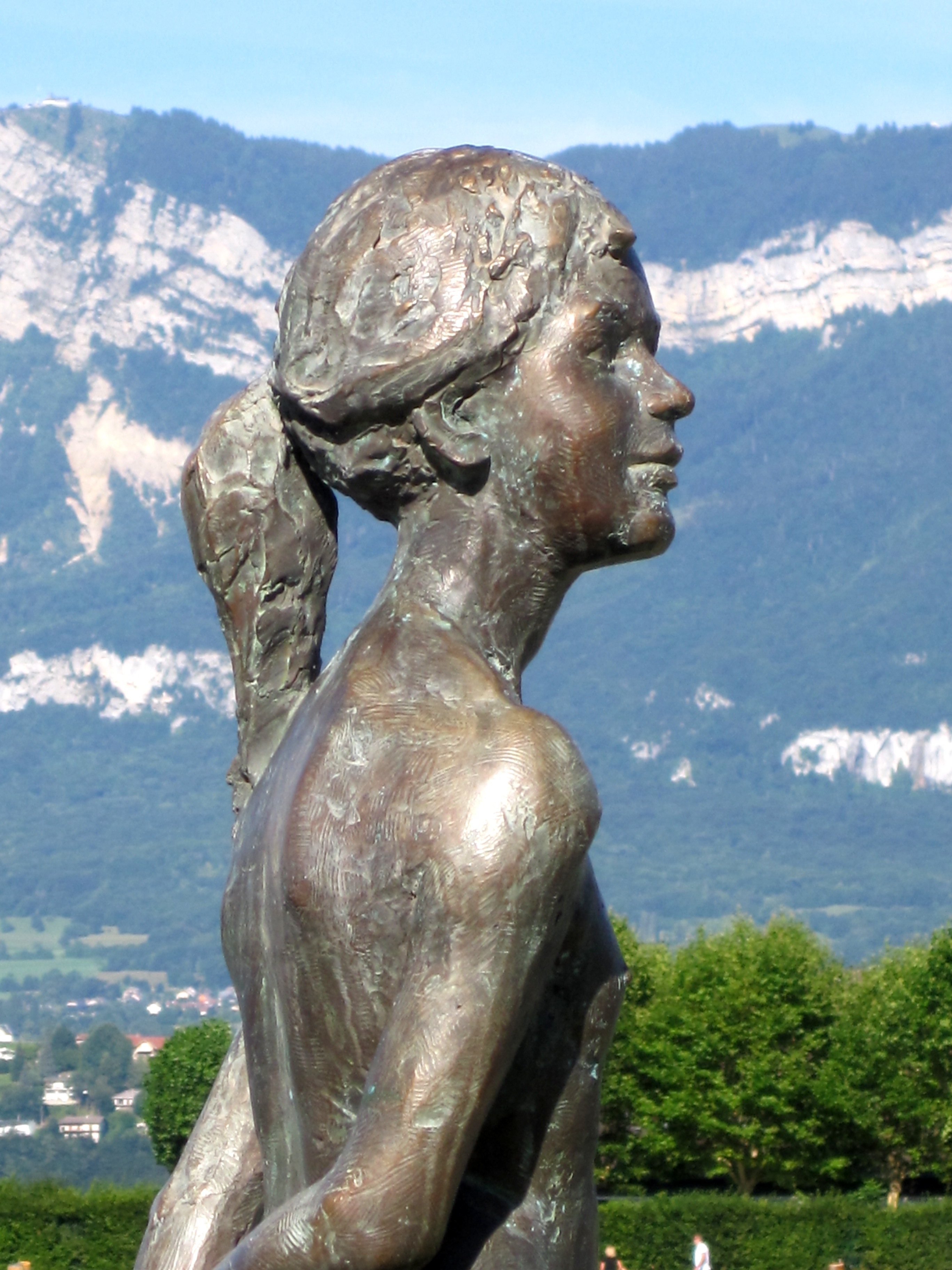
Zwillingsschwestern, an den Uferpromenaden von Moos (am Bodensee) und Le Bourget-du-Lac, zur Erinnerung an die Städtepartnerschaften
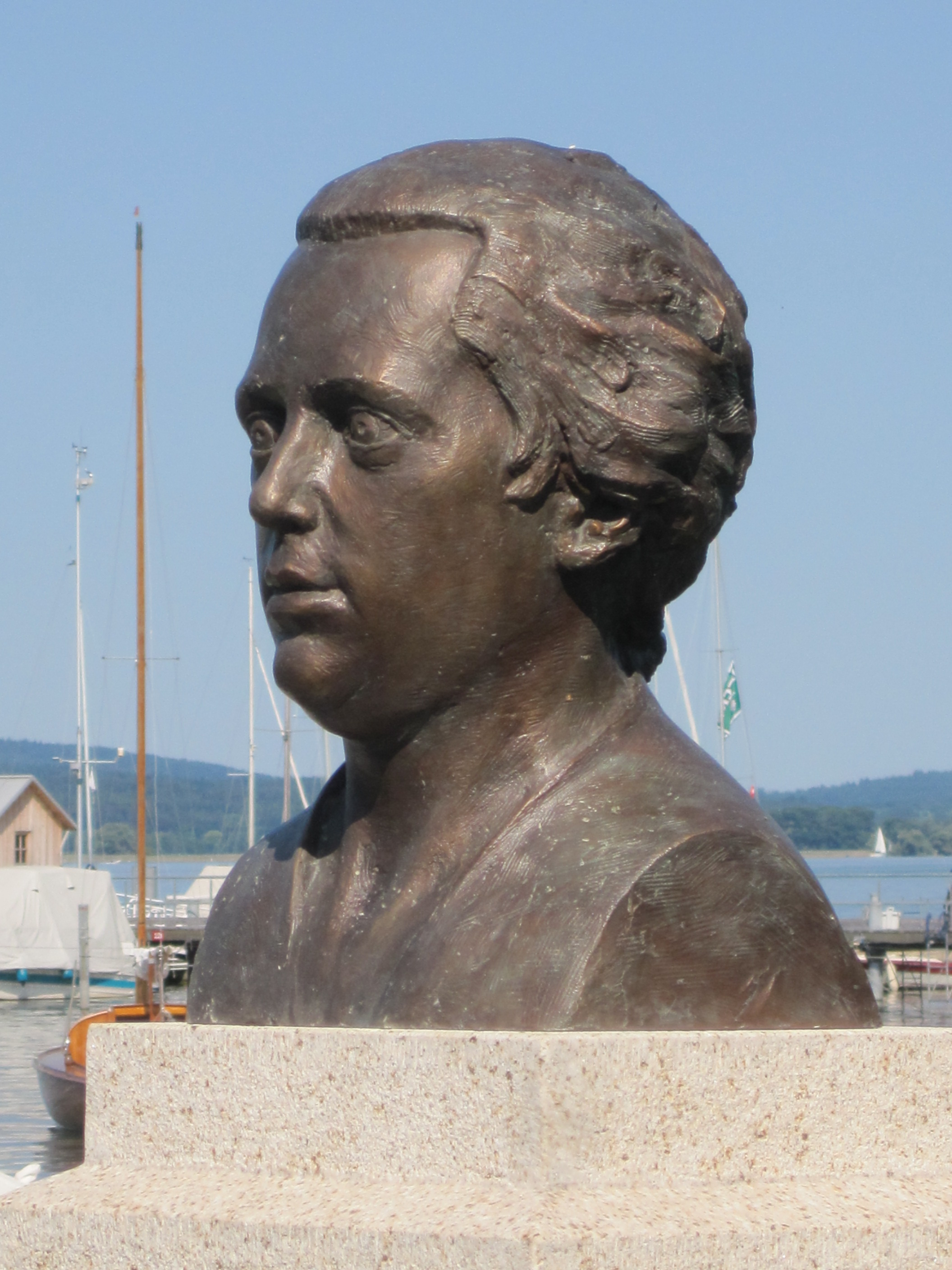
Büste Franz Anton Mesmer, Standort: Uferpromenade von Moos-Iznang (Bodensee)
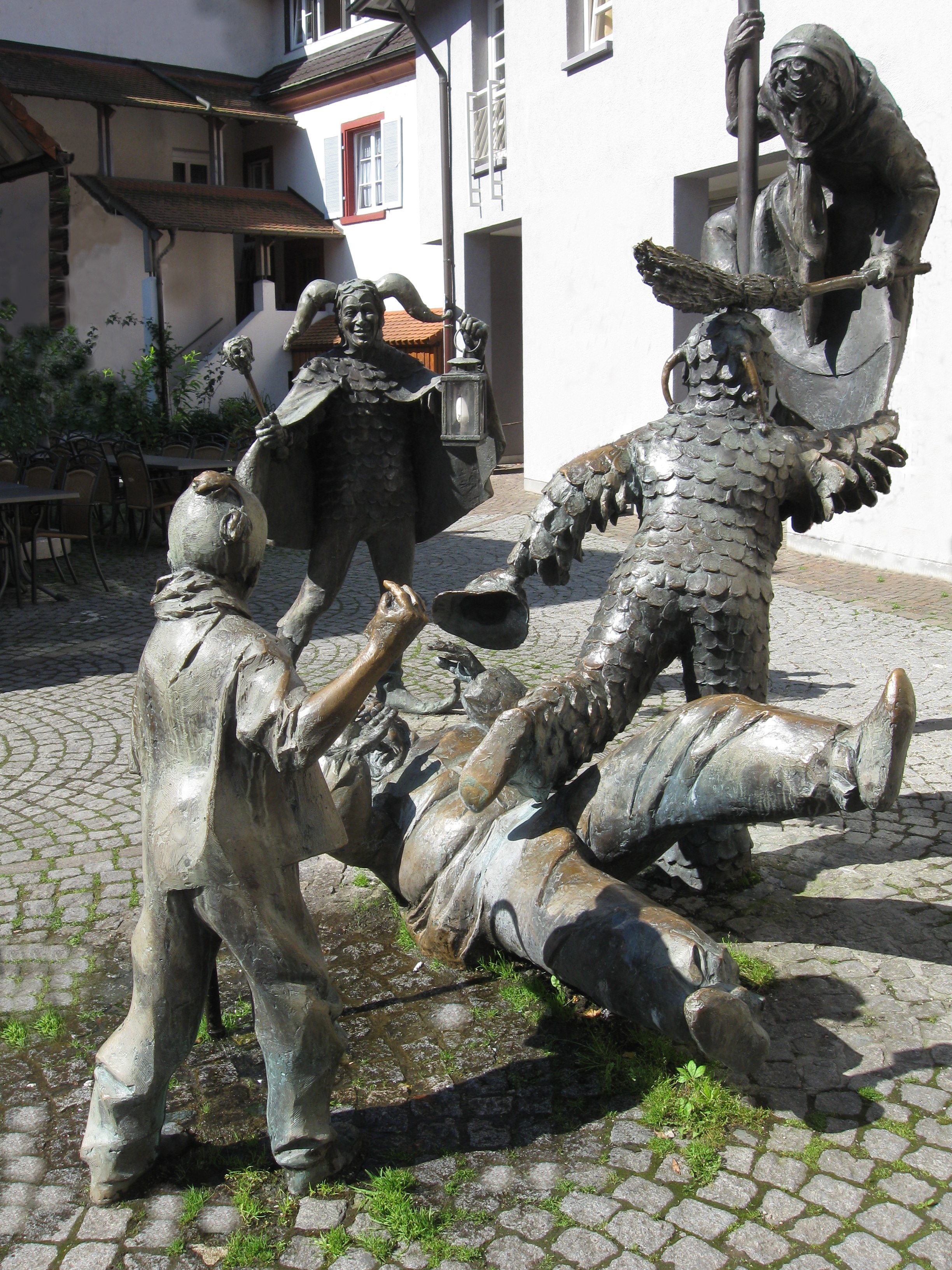
Narrenbrunnen, Standort in Winzerhof, Gengenbach